# Корте Ненчетино (Пиза)
Корте Ненчетино је насеље у Италији у округу Пиза, региону Тоскана.
Према процени из 2011. у насељу је живело 28 становника. Насеље се налази на надморској висини од 28 м.